# Joseph August du Cros
Joseph August Du Cros (* um 1640 in der Gascogne; † 8. Februar 1728 in Schleswig) war ein hugenottischer Diplomat, der im späten 17. und frühen 18. Jahrhundert in den Diensten verschiedener europäischer Fürsten stand, darunter Herzog Christian Albrecht, Kurfürst Friedrich Wilhelm, Herzog Ernst August sowie Markgraf Christian Ernst.

## Leben
Nach eigenen Angaben stammte du Cros aus einer Familie, von der einige Zweige der noblesse de robe angehörten. Du Cros stammte aus der französischen Region Gascogne und trat zunächst in den Dominikanerorden ein. Später verließ er den Orden und schlug eine diplomatische Laufbahn ein. Ab 1671 begleitete er den französischen Diplomaten Louis Verjus de Crécy auf einer Mission nach Berlin, um Brandenburg für eine Allianz mit Frankreich zu gewinnen.
Im April 1675 passierte er als Gesandter des Herzogs Jakob Kettler von Kurland die Residenzstadt Celle. Während seiner diplomatischen Laufbahn konvertierte Du Cros zum Protestantismus und heiratete Clara Urrye of Pitfichy, eine Adelige schottischer Abstammung. Im Jahr 1676 begann seine Zusammenarbeit mit Herzog Christian Albrecht von Schleswig-Holstein-Gottorf, der ihn kurz darauf als Nachfolger von Andreas von Ulcken zum Geschäftsträger am Hofe des englischen Königs Karl II. in London ernannte. Im Frieden von Nimwegen fiel Du Cros durch seine unorthodoxe Verhandlungsweise auf, die bei anderen Diplomaten, wie dem Engländer Sir William Temple, teilweise Irritationen auslöste. Dennoch trug er zur Unterzeichnung eines französisch-niederländischen Friedensvertrages bei. Er bestritt dabei französische Interessen verfolgt zu haben. Nach dem Ende seiner Tätigkeit für Schleswig-Holstein-Gottorf wechselte Du Cros mehrfach seine Dienstherrn. Er trat in die Dienste des dänischen Königs Christian V. und wurde zum Etatsrat ernannt. Zudem übernahm er diplomatische Missionen, unter anderem in Polen. Während dieser Zeit wurde er beschuldigt, sich in verbrecherische Aktivitäten mit dem ungarischen Rebellen Graf Emmerich Thököly eingelassen zu haben.
Du Cros verfasste 1685 ein Memorandum zur Ansiedlung französischer und piemontesischer Flüchtlinge in Franken anzusiedeln. Er spielte eine Schlüsselrolle bei der Gründung von Hugenottenkolonien im Auftrag des Markgrafen Christian Ernst und arbeitete mit Jean Pierre de Ponnier zusammen. Ihm wurde jedoch vorgeworfen, Gelder zu veruntreuen und geheime Absprachen mit Frankreich zu treffen, was letztlich zu seiner Entlassung in Bayreuth führte. Anonyme Briefe aus der Schweiz bezichtigten ihn des „Atheismus“ und einer Nähe zu Baruch de Spinoza. Ohne Untersuchung und Urteil wurde Du Cros' Besitz im Oktober 1686 beschlagnahmt und er musste das Fürstentum Sachsen-Coburg unverzüglich verlassen.
Im Jahr 1692 trat er in den Dienst des hannoverschen Hofes, wo er ein Geschenk im Wert von 387 Talern erhielt und ab dem 1. Januar 1693 jährlich 2.450 Taler bezog. Er rühmte sich, die Verhaftung des preußischen Feldmarschalls  Hans Adam von Schöning auf kaiserlichen Befehl im Juni 1692 durch seine Enthüllungen über geheime Verhandlungen mit Claude François Bidal, 1er marquis d’Asfeld, ermöglicht zu haben. 1694 erwarb er von Anna Dorothea von Ahlefeldt, der Witwe des Vorbesitzers Otto Grote zu Schauen, das Rittergut Lemmie. Wegen seines Besitzes wurde er spöttisch als „Baron de Lemming“ bezeichnet. Nach Konflikten mit dem brandenburgischen Premierminister Eberhard von Danckelman fiel er in Ungnade und wechselte ins gegnerische Lager.
Am 24. August 1696 nahm er an den Friedensverhandlungen zwischen dem Schwedischen Reich und Dänemark in Pinneberg teil, bei denen die wachsenden Spannungen zwischen Friedrich IV. und Christian V. beigelegt werden sollten. Dort traf er diesmal als Gesandter Friedrichs IV. mit Magnus von Wedderkop und Johann Ludwig von Pincier auf die von seinem früheren Dienstherrn Christian V. entsandten Vertreter Conrad Biermann von Ehrenschild, Johann Hugo von Lente und Landrat Blome. Am 23. April 1698 trat er in die Dienste von Herzog Anton Ulrich als Staatsrat und Drost von Schöningen ein.
Seine zweite Ehe schloss er 1703 mit Elisabeth von Rotzmann, der Nichte des Fuldaer Bischofs Adalbert von Schleifras. In seinem Testament beauftragte du Cros seine Frau, eine Stiftung zu gründen, um mittellosen Studenten das Theologiestudium an der Universität Kiel zu ermöglichen. Von 1705 bis 1708 war er Braunschweig-Wolfenbütteler Minister in Hamburg. In einem fragwürdigen Fall von Kabinettsjustiz sagte du Cros 1712 in einem Prozess gegen Magnus von Wedderkop während des Großen Nordischen Krieges aus, der mit dem Todesurteil gegen Wedderkop endete, das aber wegen der Kapitulation der Belagerung von Tönning 1714 nicht vollstreckt wurde.
Er korrespondierte häufig mit Gottfried Wilhelm Leibniz. Der Historiker Harry Bresslau bezeichnete seine Karriere als beispielhaft für die französische Diplomatie der Zeit. Hans Adam von Schöning nannte ihn einen „Menschen, der überall Unkraut sät“, und Johann Georg IV. sprach sich dafür aus, ihn „hängen oder zeitlebens eingesperrt“ zu sehen. Er verstarb halb erblindet 1728 im Alter von fast 90 Jahren in Gottorf. Trotz seiner langen Zeit in deutschen Diensten lernte er die deutsche Sprache nie vollständig.